# Tiroler Volksblatt
Das Tiroler Volksblatt (in den Anfangsjahren Südtiroler Volksblatt) war ein katholisch-konservatives Wochenblatt, das von 1862 bis 1923 in Bozen erschien. Es war eines der bedeutendsten Sprachrohre und einer der frühesten Vertreter des politischen Katholizismus in Tirol.

## Geschichte
Das Tiroler Volksblatt wurde als Reaktion auf die liberalen Kräfte in Bozen gegründet. Vor allem der liberal gesinnte Bürgermeister Joseph Streiter war einigen konservativen Kreisen in Bozen ein Dorn im Auge gewesen. Der bereits etablierten Bozner Zeitung, die eng mit dem Bürgermeister zusammenarbeitete, sollte ein konservatives Presseorgan gegenübergestellt werden. Nachdem es am 10. November 1861 zum Bozner Lichtfest, einer Veranstaltung gegen die katholisch-konservativen Kräfte der Stadt, gekommen war, gründeten der Drucker Johann Wohlgemuth, der Priester Anton Oberkofler, der Landtagsabgeordnete Ignaz von Giovanelli, der Buchbinder Heinrich Kirchlechner und der Kaufmann Josef Dallago das Südtiroler Volksblatt. In seiner Berichterstattung lehnte sich das Südtiroler Volksblatt stark an das reichsweit erscheinende Das Vaterland an. 1868 kam es zur Namensänderung. Aus dem Südtiroler Volksblatt wurde das Tiroler Volksblatt. Die Namensänderung hatte zwei Ursachen. Einerseits konnte man dadurch einer anstehenden Konfiszierung entgehen und andererseits hatte sich das Einflussgebiet des Blattes erweitert. Im selben Jahr ging man eine Allianz mit den Neuen Tiroler Stimmen, einer Zeitung aus Innsbruck ein. Die Redaktion des Tiroler Volksblattes wurde für ihre Arbeit in den 1860er und 1870er Jahren mehrmals von päpstlicher Seite gelobt. Grund dafür waren, von der Zeitung organisierte Spendenaktionen für den, durch das Risorgimento bedrohten, heiligen Stuhl in Rom. Nachdem sich während der Regierung Taaffe, der politische Katholizismus in Österreich in das Lager der „milden Pragmatiker“ und der „scharfen Fundamentalisten“ spaltete, schloss sich das Tiroler Volksblatt der scharfen Tonart an. Dadurch wurde auch mit der Allianz mit den Neuen Tiroler Stimmen in Innsbruck gebrochen. Die Anhänger der milden Tonart sammelten sich um die Neuen Tiroler Stimmen in Innsbruck und die Anhänger der scharfen Tonart sammelten sich um das Tiroler Volksblatt in Bozen. Diese Situation blieb bis in die späten 1890er Jahre bestehen. Als es ab 1894 mit dem Auftreten von modernen Massenparteien auch zur Gründung der Christlichsozialen Partei kam, und der politische Katholizismus sozusagen dreigeteilt war, begann der langsame Niedergang des Tiroler Volksblattes. Um 1900 versuchte sich die Zeitung noch zwischen den Christlichsozialen und der scharfen Tonart, die sich jetzt als Katholische Volkspartei bezeichnete, zu positionieren. Letztendlich blieb das Tiroler Volksblatt aber dann ein Sprachrohr der Katholischen Volkspartei. Als sich die Christlichsozialen immer mehr gegenüber der Katholischen Volkspartei durchsetzten, bedeutete das auch den Niedergang des Tiroler Volksblattes. Noch dazu war es innerhalb des katholisch-konservativen bzw. christlichsozialen Lagers in den 1880er und 1890er Jahren zur Gründung dreier Konkurrenzblätter  (Brixner Chronik, Burggräfler, der Tiroler) gekommen, welche dem Tiroler Volksblatt enorm zusetzten. Es war immer wieder zu wechselseitigen Allianzen mit diesen Blättern gekommen und sogar der Versuch unternommen worden, als Tageszeitung anstatt als Wochenblatt zu erscheinen. Letztendlich konnte der Bedeutungsverlust zwischen 1900 und 1914 nicht mehr aufgehalten werden. Nach dem Ende des Ersten Weltkrieges hatte das Blatt keine Relevanz mehr. Es wurde 1923 mit dem Burggräfler zusammengelegt.

## Wirtschaftliches
Die finanzielle Lage des Tiroler Volksblattes war anfangs sehr angespannt. Der Inseratenteil war äußerst mager und geldkräftige Investoren blieben aus. Deshalb konnte sich die Redaktion auch kein gut ausgebautes Korrespondentennetz leisten. Vieles wurde daher aus anderen Zeitungen übernommen. Im Grunde wurde durch die Gründungsmitglieder Geld in die Unternehmung gepumpt. Für die Anfangszeit trifft also für das Tiroler Volksblatt zu, was auf die Mehrzahl der damaligen Gesinnungspresse zutraf:
```
"Sie verstießen gegen alle Regeln der Rentabilität, oft Verlußtgeschäfte von Anbeginn. Der pädagogische, später zunehmend der politische Impuls, ließ sich sozusagen durch Konkurs finanzieren."
[
7
]
```

Relativ früh konnte allerdings ein Lesekasino in Bozen eingerichtet werden, welches als eine Art Treffpunkt für politisch-konservative Kreise der Stadt diente. Hier trafen sich Gemeinderäte, Landtagsabgeordnete und vernetzten sich. Die Redaktion der Zeitung wurde ebenfalls in diesen Räumlichkeiten angesiedelt. Durch die Einnahmen des Lesekasinos war die Redaktion auch in der Lage andere Blätter zu abonnieren. Durch diesen Informationsaustausch konnte der Nachteil eines fehlenden Korrespondenznetzes etwas ausgeglichen werden.

## Chefredakteure
- Anton Oberkofler (1862–1893)
- Johann Steck (1893–1894)
- Anton Oberkofler (1894–1897)
- Hieronymus Mayrhofer (1897–1898)
- Vinzenz Prangner (1899)
- Balthasar Rimbl (1899–1902)
- Franz Tschulik  (1902)
- Alois Lintner (1902)
- Josef Felderer (1902–1908)
- Josef Burger (1908 – ?)[9]